# Felicia Löwerdahl
Ingrid Maria Felicia Löwerdahl, född 17 februari 1992, är en svensk skådespelare och TV-programledare. 
Felicia Löwerdahl med bakgrund i Göteborg har sedan tonåren medverkat i en rad tv-produktioner som Andra Avenyn (2008), i filmerna om kriminalinspektör Irene Huss i rollen som Irene Huss dotter Katarina, Fröken Frimans krig (2015), Vår tid är nu (2016), Pappas pojkar (2020–2022) och Försvunna människor (2022). Hon utexaminerades 2020 från Teaterhögskolan i Malmö och har bland annat verkat vid Dramaten, Kulturhuset Stadsteatern och Teatr Weimar.
2022 var hon en av programledarna för TV4:s livsstilsprogram Sortera upp ditt liv.

## Filmografi
- 2007 – Tatuerad torso
- 2007 – Den krossade tanghästen
- 2008 – Nattrond
- 2008 – Glasdjävulen
- 2008 – Eldsdansen
- 2008 – Guldkalven
- 2008 – Andra Avenyn (TV-serie)
- 2009 – Håll om mig (kortfilm)
- 2010 – Olycksfågeln
- 2011 – Den som vakar i mörkret
- 2011 – Det lömska nätet
- 2011 – En man med litet ansikte
- 2011 – Tystnadens cirkel
- 2011 – I skydd av skuggorna
- 2011 – Jagat vittne
- 2012 – Jag behöver dig mer än jag älskar dig och jag älskar dig så himla mycket (kortfilm)
- 2012 – Jävla pojkar
- 2013 – Bättre i Berlin (kortfilm)
- 2013 – Boygame (kortfilm)
- 2016 – Fröken Frimans krig (TV-serie)
- 2017 – Vår tid är nu (TV-serie)
- 2020–2021 – Pappas pojkar (TV-serie)
- 2022 – Försvunna människor (TV-serie)

## Teater

### Roller (ej komplett)
| År   | Roll | Produktion                                   | Regi          | Teater   |
| ---- | ---- | -------------------------------------------- | ------------- | -------- |
| 2022 |      | Hur vi försvinner Eva-Maria Benavente Dahlin | Måns Lagerlöf | Dramaten |